# Puig de Mussols
El Puig de Mussols és una muntanya de 935 metres que es troba al municipi d'Albanyà, a la comarca catalana de l'Alt Empordà.